# Älggräspärlemorfjäril
Älggräspärlemorfjäril (Brenthis ino) är en dagfjäril inom familjen praktfjärilar. Den har ett vingspann på 33 till 42 millimeter. Vingarnas ovansida är gulröda med svarta teckningar. Som namnet indikerar är dess huvudsakliga värdväxt älggräs, men den kan även förekomma exempelvis brudbröd. Älggräspärlemorfjärilen förekommer från kontinentala Europa och österut till Japan.

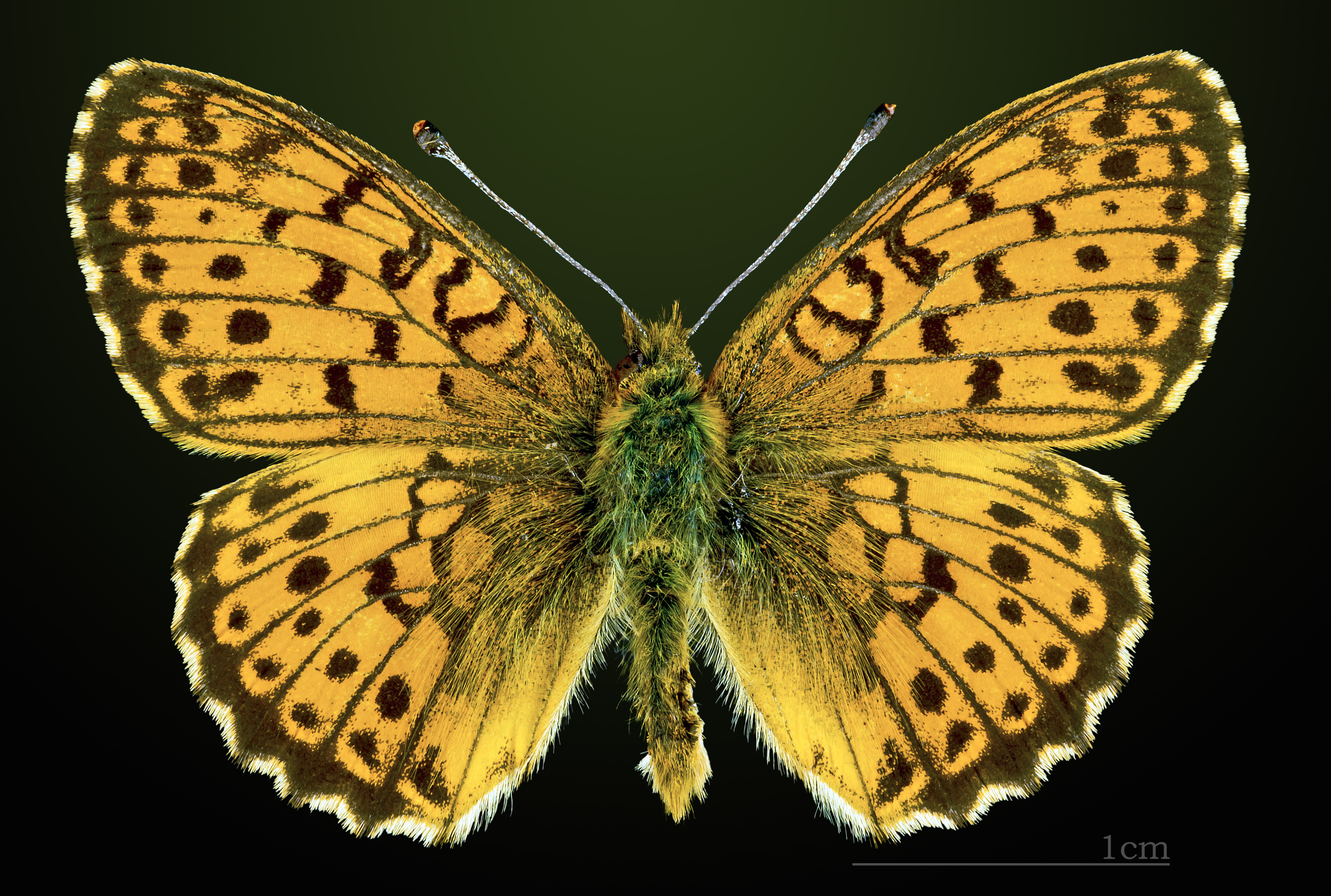
Ovansida.
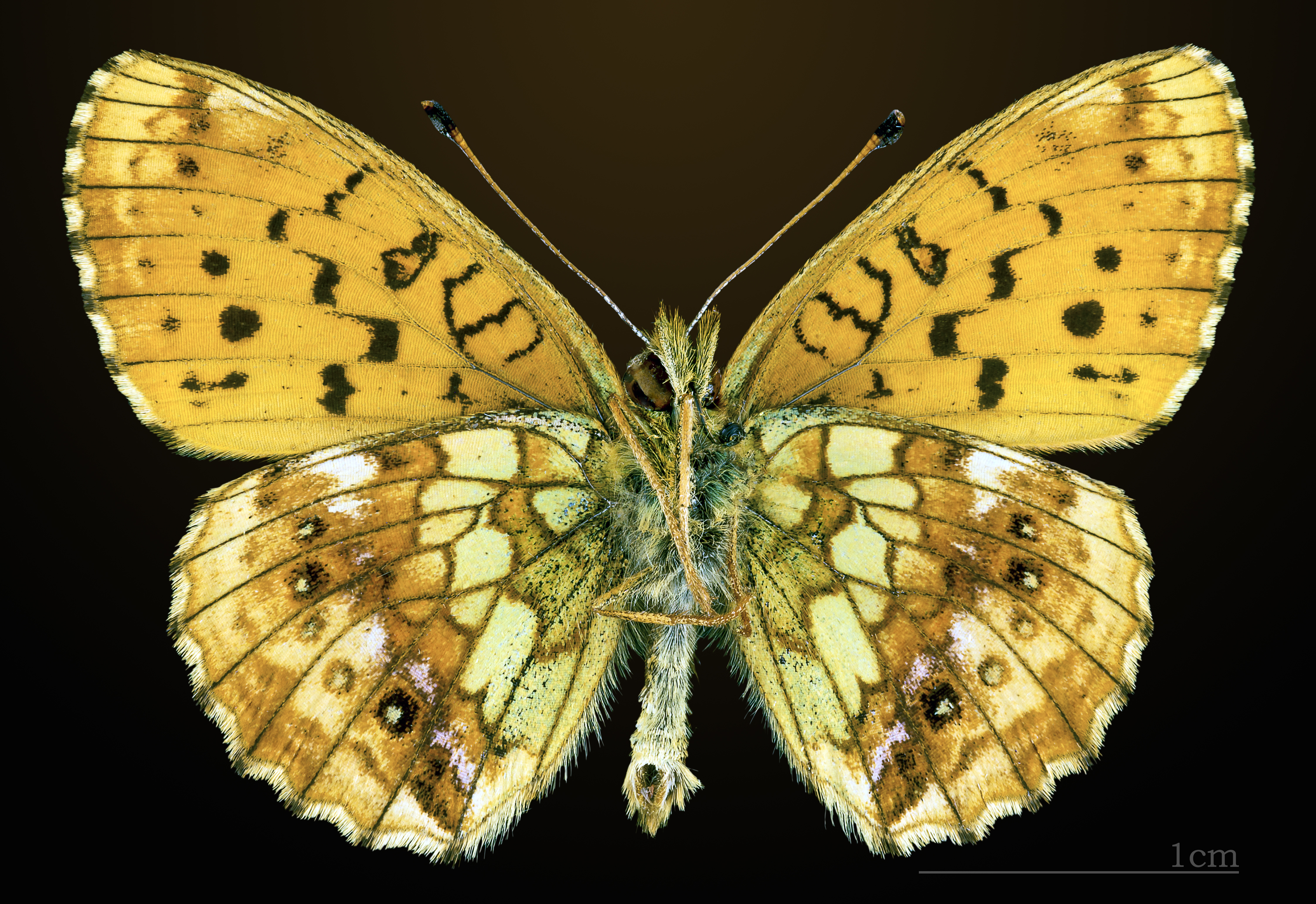
Undersida.